# Aeroporto de Urenduíque
O Aeroporto de Urenduíque (IATA: ORJ, ICAO: SYOR) é um aeroporto que atende a comunidade mineira de Urenduíque na região de Potaro-Siparuni da Guiana. GCM